# Bedeng Tiga
Bedeng Tiga is een bestuurslaag in het regentschap Ogan Komering Ulu Selatan van de provincie Zuid-Sumatra, Indonesië. Bedeng Tiga telt 756 inwoners (volkstelling 2010).